# Kolja Blacher
Kolja Blacher (* 1963 in Berlin) ist ein deutscher Violinist und Hochschulprofessor. 

## Leben und Karriere
Kolja Blacher ist der Sohn des Komponisten Boris Blacher und der Pianistin Gerty Blacher-Herzog. Seine Schwester Tatjana Blacher ist Schauspielerin.
Im Alter von 15 Jahren gewann Blacher den Bundeswettbewerb Jugend musiziert und studierte anschließend bei Dorothy DeLay an der Juilliard School of Music in New York. Später setzte er seine Studien bei Sándor Végh in Salzburg fort.
Nach Abschluss seiner Studien begann Blacher eine erfolgreiche Karriere als Solist. Von 1993 bis 1999 war Blacher 1. Konzertmeister der Berliner Philharmoniker unter Claudio Abbado sowie von 2003 bis 2013 in gleicher Funktion in Abbados Lucerne Festival Orchestra. 1999 übernahm er eine Professur für Violine an der Hochschule für Musik und Theater Hamburg. 2009 wechselte er als Professor an die Hochschule für Musik „Hanns Eisler“ Berlin.
1988 wirkte Kolja Blacher in einer hochrangigen, international besetzten Inszenierung von Ruth Berghaus, anlässlich des zweiten Musiktreffens in St. Moritz mit. Hier spielte er die Titelrolle in Igor Strawinskys Geschichte vom Soldaten.
Blacher spielte früher auf der Stradivari „Tritton“ von 1730, die ihm von einer privaten Sammlerin zur Verfügung gestellt wurde.